# فيروس الحمى القلاعية

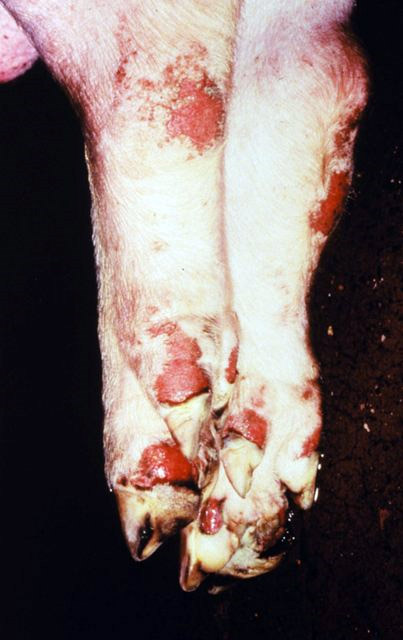
بثور في أقدام خنزير نتيجة الإصابة بفيروس الحمى القلاعية

فيروس الحمى القلاعية (Aphthovirus) أو فيروس مرض القدم والفم  (بالإنجليزية: Foot-and-mouth disease virus)‏ هو فيروس بيكورناوي(Picornavirales) يسبب تقرحات في الفم والقدمين في البقريات وغيرها من الحيوانات مشقوقة الظلف، وهو شديد العدوى للمواشي.

## التركيب
يبلغ حجم الفيروس الواحد 25-30 نانومترا، ويتكون من قفيصة متعددة السطوح (عشرينية الوجوه) مصنوعة من البروتين، وبدون مظروف، تحتوي على ضفيرة واحدة من الحمض النووي الريبوزي (RNA) التي تحتوي على ترميز إيجابي للجينوم.

## آلية الإصابة
عندما يأتي الفيروس في اتصال مع غشاء الخلية المضيفة، فإنه يرتبط بمستقبلات على الغشاء ثم يدخل داخل الخلية. وبمجرد أن يدخل الفيروس داخل الخلية المضيفة، تذوب القفيصة، ويتضاعف الحمض النووي الريبي، ثم يترجم إلى بروتينات فيروسية من قِبَل ريبوسوم الخلية.
بعد انتهاء الخلية المصابة من إنتاج كميات كبيرة من الحمض النووي الريبي والقفيصات البروتينية، يتم تجميعها معا لتشكيل الفيروسات الجديدة، ثم تتحلل الخلية مطلقة الفيروسات الجديدة لتصيب خلايا أخرى.

## الأنواع
فيروس مرض الحمى القلاعية له سبعة أنماط مصلية رئيسية هي: O، A، C، SAT-1، SAT-2، SAT-3، Asia-1. وأكثرها شيوعا النمط المصلي O.